# Álvaro Gonçalves Coutinho

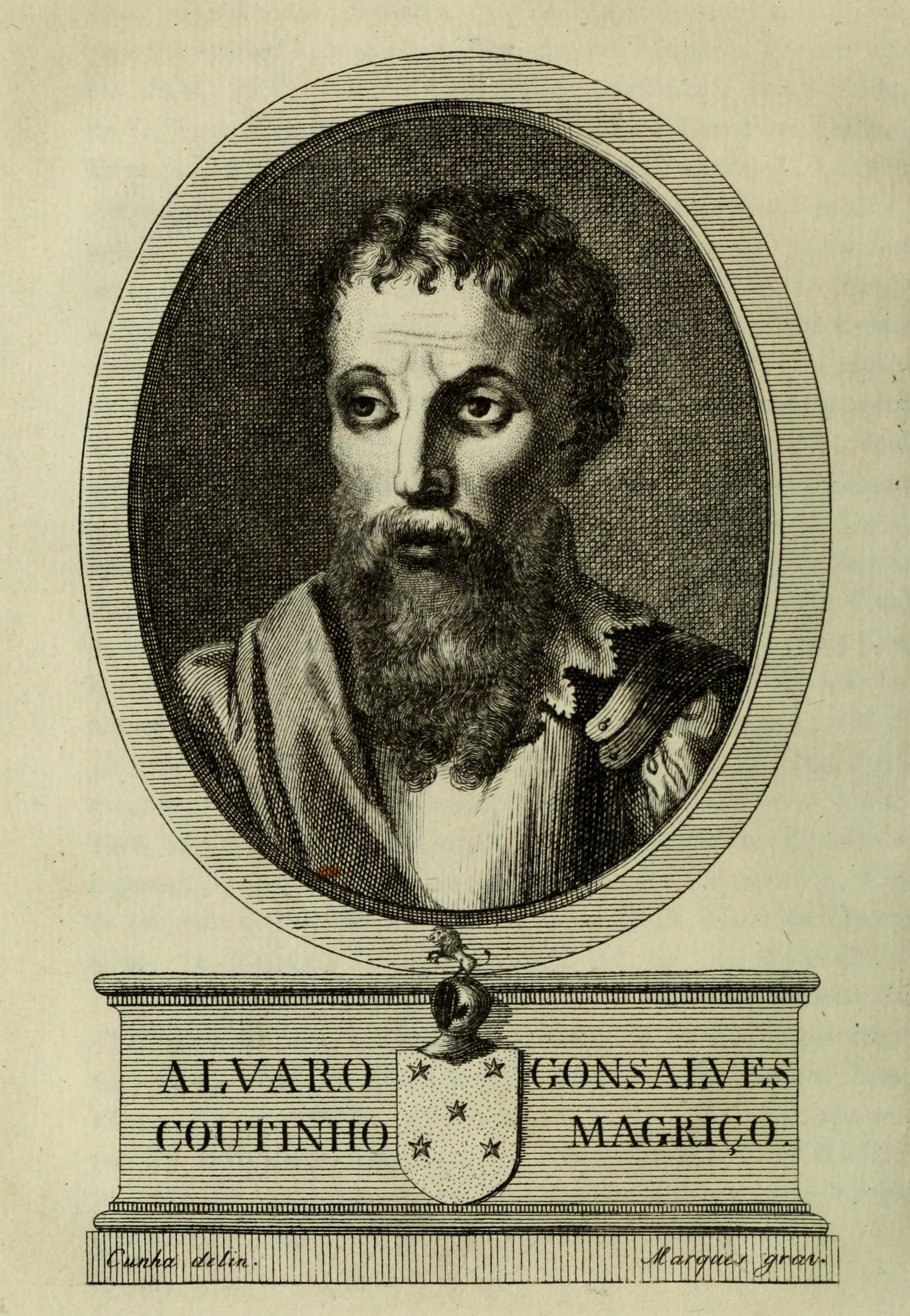
Retrato de Álvaro Gonçalves Coutinho por Marques Cunha

Álvaro Gonçalves Coutinho, mais conhecido por O Magriço, foi um guerreiro português, um d'Os Doze de Inglaterra, natural de Penedono. Nascido cerca 1383. Falecido depois de 2 de Julho de 1445. Foi citado por Luís Vaz de Camões n'Os Lusíadas no Canto I estrofe 12.

## Biografia
Filho de Gonçalo Vasques Coutinho, que fora nomeado Marechal do reino em 1389, o Magriço, jovem de estirpe fidalga, foi educado na corte de D. João I, sendo aí inequivocamente referenciado nos anos 1405–1406. Porém, por razões desconhecidas, terá caído em desgraça, vendo-se forçado a emigrar para o ducado da Borgonha, onde serviu João Sem Medo, na altura envolvido na guerra dos cem anos. E tão bem o serviu, que não só foi feito escudeiro da corte como recebeu, em mais de uma ocasião, pagamentos em numerário. É, porém, de justiça assinalar-se que, durante a sua permanência na Borgonha, Gonçalo Coutinho prestou bons serviços a D. João I, "negociando um conjunto de prerrogativas de mercês e privilégios para os mercadores e marinheiros portugueses". Desgraçadamente, os serviços ao duque não terminaram da melhor forma: em 1419, o Magriço foi espoliado dos seus bens e aprisionado na fortaleza de Carcassonne. Pouco mais se sabe dele, para além do seu regresso a Portugal ainda nesse ano, tão necessitado de dinheiro como quando partira, dez anos antes. A derradeira referência documentada coloca-o, em 1425, na cidade do Porto, litigando com o concelho da cidade a posse da Quinta de Vale de Amores.

## Dados Genealógicos
Filho de:
- Gonçalo Vasques Coutinho, senhor de Leomil, marechal do Reino, alcaide-mor de Trancoso e Lamego e copeiro-mor da rainha D. Filipa de Lancaster;
- Leonor Gonçalves de Azevedo, filha de Gonçalo Vasques de Azevedo, senhor de Lourinhã, e de Inez Afonso, Dama da rainha D. Leonor Teles.

Casado com:
- Isabel de Castro, filha de D. Pedro de Castro, conde de Arraiolos e senhor de Cadaval, e de Leonor Teles de Menezes filha de D. João Afonso Teles de Menezes, conde de Barcelos.

Filhos:
- Pedro Vaz de Moura Coutinho casado com Brites da Fonseca.
- Gonçalo Álvares Magriço casado com Olaia de Figueiroa.
- Álvaro de Moura Coutinho casado com Genebra Afonso.